# シンプル・ウィッシュ
『シンプル・ウィッシュ』（A Simple Wish）は、1997年のアメリカ合衆国のコメディ映画。マーティン・ショート主演。

## ストーリー
落第スレスレで魔法学校を卒業したばかりの落ちこぼれの新米魔法使いマレー。彼の役目は、マンハッタンに住む8歳の少女アナベルの願いを叶える事だ。アナベルの願いは売れない俳優のパパをブロードウェイの大スターにして欲しいと言うものだったのだが、魔法を上手く使えないマレーはあろうことか彼女の父親をブロンズ像に変えてしまう。

## キャスト
※括弧内は日本語吹替
- マレー - マーティン・ショート（宮本充）
- アナベル・グリーニング - マーラ・ウィルソン（こおろぎさとみ）
- チャーリー・グリーニング - フランシス・キャプラ（本田貴子）
- クローディア - キャスリーン・ターナー（塩田朋子）
- ブーツ - アマンダ・プラマー（岩坪理江）
- オリヴァー・グリーニング - ロバート・パストレリ（佐山陽規）
- ホーテンス - ルビー・ディー（磯辺万沙子）
- リーナ - テリー・ガー（定岡小百合）
- トニー・セイブル - アラン・キャンベル（園岡新太郎）
- リチャード卿 - ジョナサン・ハダリー（小山武宏）
- ジェリー - デボラ・オデル（林佳代子）
- ドゥエン - ラニー・フラハーティ（辻親八）

## スタッフ
- 製作：ビル・シャインバーグ／ジョナサン・シャインバーグ／シド・シャインバーグ
- 監督：マイケル・リッチー
- 脚本：ジェフ・ロスバーグ
- 撮影：ラルフ・D・ボード